# Insecte cécidogène

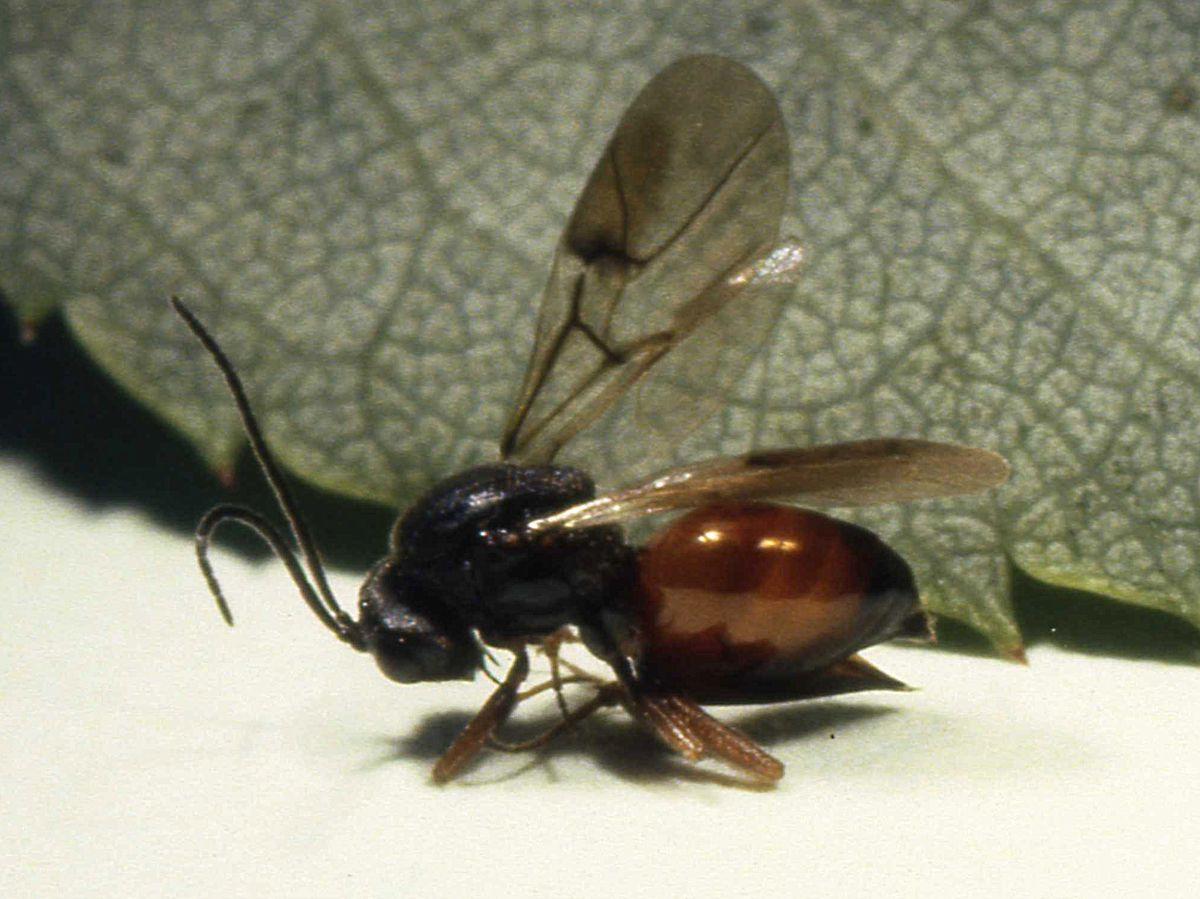
Diplolepis rosae, le cynips du rosier.

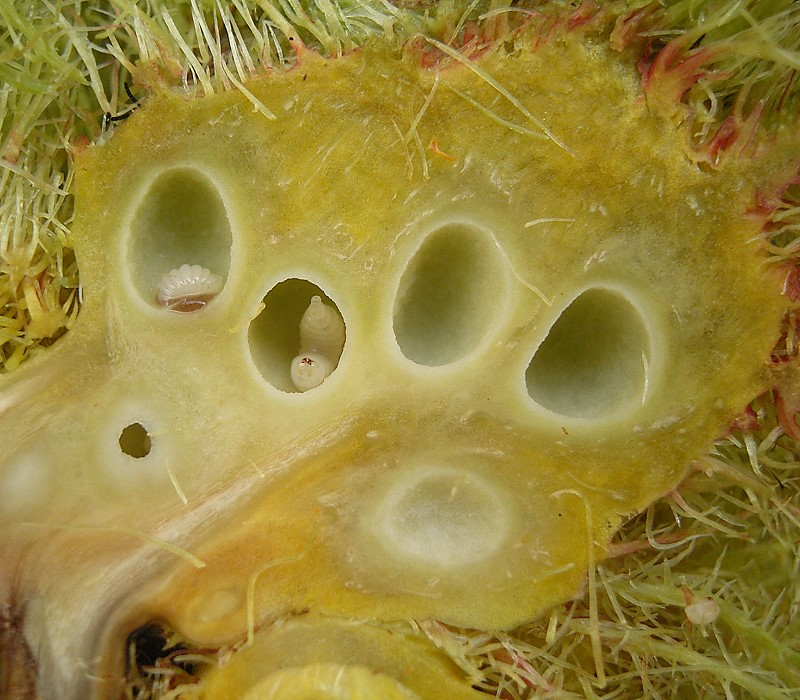
Galle du rosier, vue en coupe des loges larvaires.

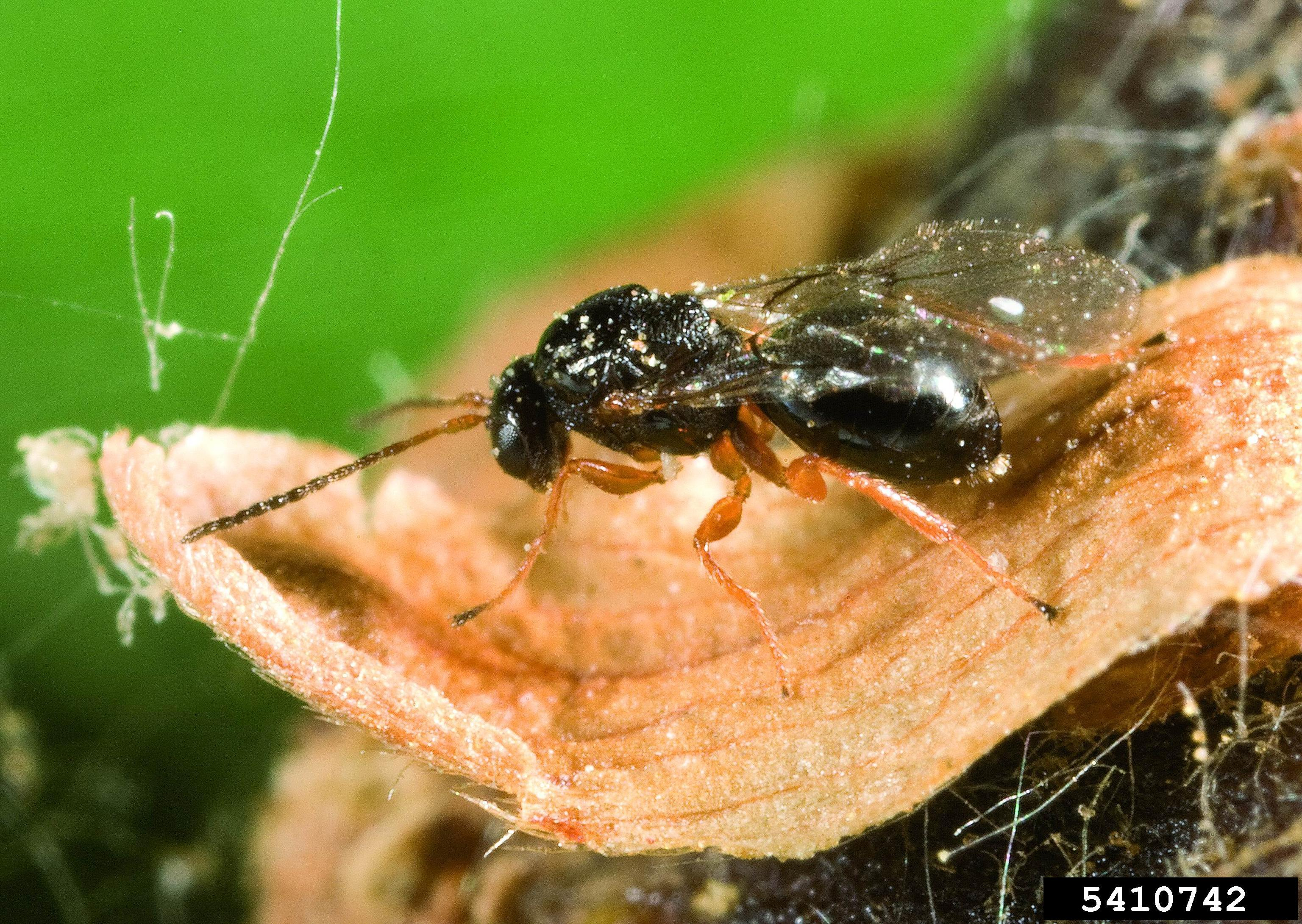
Dryocosmus kuriphilus, le cynips du châtaignier.

Un insecte cécidogène, ou galligène, est une espèce d'insecte qui induit chez les plantes la formation de galles (ou entomocécidies) dans lesquelles se développent les larves.
Divers groupes d'insectes, regroupant plus de 13 000 espèces, répondent à cette description, notamment les cynips (hyménoptères), les cécidomyies (diptères), les cochenilles, les pucerons et les psylles (hémiptères). Chaque espèce d'insecte cécidogène est généralement spécifique  d'une espèce de plante et d'un organe végétal.
Les galles sont des déformations de croissance induites chez certaines plantes par divers insectes, qui sont dans la plupart des cas des espèces spécifiques. Elles peuvent aussi être induites par d'autres types d'organismes tels que des virus, des bactéries, des champignons, des nématodes ou des acariens.
Chez les plantes, les galles peuvent affecter les feuilles, les racines, les tiges, les fleurs, les fruits ou les graines.
La forme ou le type de la galle dépendent de l'organisme qui attaque la plante et de l'organe végétal concerné.
Divers systèmes de classification des galles ont été adoptés, en fonction de leur forme, des organes végétaux parasités, ou de leur nature histologique selon qu'elles affectent un organe (galle organoïde) ou un tissu  (galle histidoïde).
Cette relation symbiotique paraît assez unilatérale au profit de l'insecte et peu de recherches ont été effectuées pour vérifier les avantages que les espèces végétales pourraient en retirer.
L'insecte parasite qui provoque la formation de galles bénéficie d'un micro-habitat qui lui fournit à la fois une production riche de nutriments utiles à son alimentation et un abri contre les phénomènes climatiques et les prédateurs. Toutefois, les larves se développant à l'intérieur des galles sont souvent attaquées par des insectes parasitoïdes et autres prédateurs spécialisés.
Dans certains cas, les insectes galligènes peuvent se révéler comme des ravageurs, nuisibles aux cultures. C'est par exemple le cas du cynips du châtaignier (Dryocosmus kuriphilus), espèce originaire de Chine, apparue en 2002 en Europe.

### liens externes
- (fr) Les insectes gallicoles ou cécidogènes, Les insectes (aramel.free)
- (fr) Les gallicoles ou galligènes (insectes et acariens), Québec.
- (fr) Les galles ou cécidies, Patrick Dauphin, Inra / Opie.